# British Empire and Commonwealth Games 1962
Die British Empire and Commonwealth Games 1962 waren die siebte Ausgabe jener Veranstaltung, die heute unter dem Namen Commonwealth Games bekannt ist. Sie fanden vom 22. November bis 1. Dezember 1962 in der australischen Stadt Perth statt.
Ausgetragen wurden 104 Wettbewerbe in den Sportarten Bowls, Boxen, Fechten, Gewichtheben, Leichtathletik, Radfahren, Ringen, Rudern und Schwimmen (inkl. Wasserspringen). Es nahmen 863 Sportler aus 34 Ländern teil. Hauptwettkampforte waren das Perry Lakes Stadium und der Beatty Park.

## Teilnehmende Länder

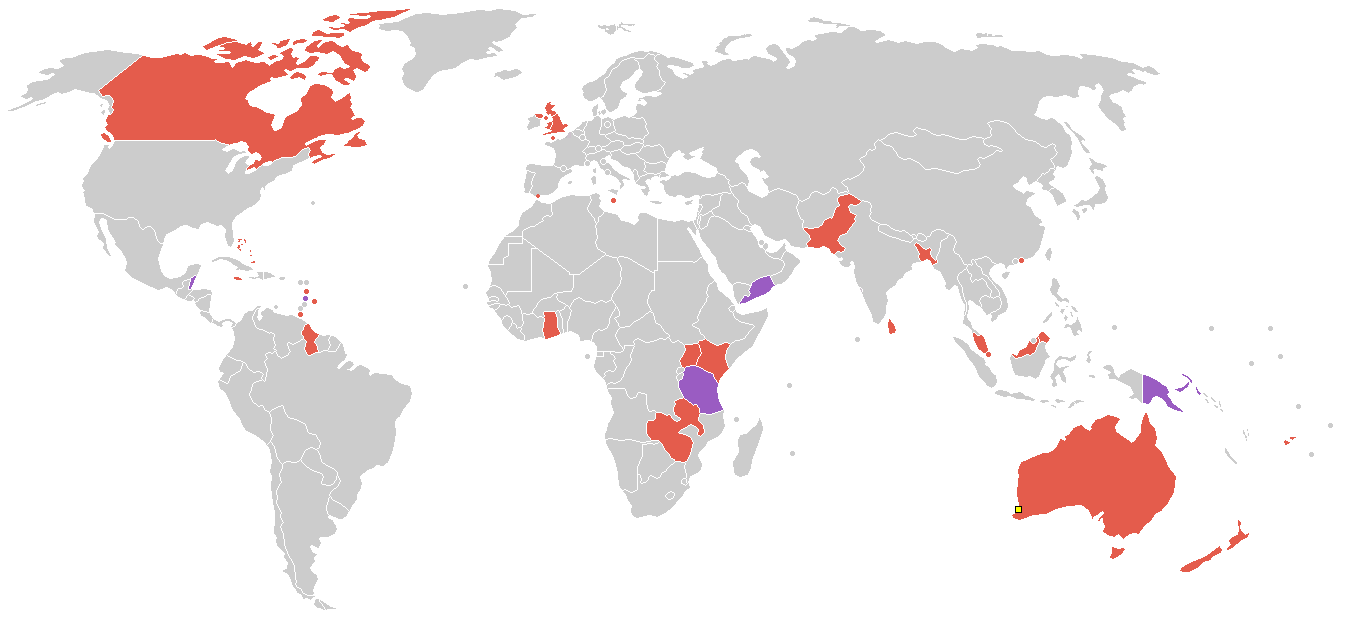
Teilnehmende Länder (violett: erstmalige Teilnahme)

- Aden
- Australien
- Bahamas
- Barbados
- Britisch-Guayana
- Britisch Honduras
- Ceylon
- Dominica
- England
- Fidschi
- Ghana
- Gibraltar
- Hongkong
- Isle of Man
- Jamaika
- Jersey
- Kanada
- Kenia
- Malaya
- Malta
- Mauritius
- Neuseeland
- Nordborneo
- Nordirland
- Pakistan
- Papua und Neuguinea
- Föderation von Rhodesien und Njassaland
- Schottland
- Singapur
- St. Lucia
- Tanganjika
- Trinidad und Tobago
- Uganda
- Wales

## Ergebnisse
- Bowls
- Boxen
- Fechten
- Gewichtheben
- Leichtathletik
- Radsport
- Ringen
- Rudern
- Schwimmen
- Wasserspringen

## Medaillenspiegel
| Platz | Land                                    | Gold | Silber | Bronze | Gesamt |
| ----- | --------------------------------------- | ---- | ------ | ------ | ------ |
| 1     | Australien                              | 38   | 36     | 31     | 105    |
| 2     | England                                 | 29   | 22     | 27     | 78     |
| 3     | Neuseeland                              | 10   | 12     | 10     | 32     |
| 4     | Pakistan                                | 8    | 1      | -      | 9      |
| 5     | Kanada                                  | 4    | 12     | 15     | 31     |
| 6     | Schottland                              | 4    | 7      | 3      | 14     |
| 7     | Ghana                                   | 3    | 5      | 1      | 9      |
| 8     | Jamaika                                 | 3    | 1      | 1      | 5      |
| 9     | Kenia                                   | 2    | 2      | 1      | 5      |
| 10    | Singapur                                | 2    | -      | -      | 2      |
| 11    | Uganda                                  | 1    | 1      | 4      | 6      |
| 12    | Föderation von Rhodesien und Njassaland | -    | 2      | 5      | 7      |
| 13    | Wales                                   | -    | 2      | 4      | 6      |
| 14    | Bahamas                                 | -    | 1      | -      | 1      |
| 15    | Fidschi                                 | -    | -      | 2      | 2      |
| 15    | Trinidad und Tobago                     | -    | -      | 2      | 2      |
| 17    | Barbados                                | -    | -      | 1      | 1      |
| 17    | Britisch-Guayana                        | -    | -      | 1      | 1      |
| 17    | Jersey                                  | -    | -      | 1      | 1      |
| 17    | Malaya                                  | -    | -      | 1      | 1      |
| 17    | Nordirland                              | -    | -      | 1      | 1      |
| 17    | Papua und Neuguinea                     | -    | -      | 1      | 1      |